# Route nationale 618
Die Route nationale 618, kurz N 618 oder RN 618, war von 1933 bis 1973 eine französische Nationalstraße, die in zehn Teilen zwischen Argelès-sur-Mer und Saint-Jean-de-Luz verlief. Sie wurde auch als Route des Pyrénées bezeichnet. Zwischen der Kreuzung südlich von Laruns mit der N134BIS und Eaux-Bonnes handelt es sich um den ehemaligen Abschnitt der N134BIS A. Zwischen Escot und Bagnères-de-Luchon verläuft die N618 über die Trassen der 1860 festgelegten Routes thermales. 1949 wurde die N132 von ihrem südlichen Endpunkt in Saint-Jean-Pied-de-Port bis Cambo-les-Bains zurückverkürzt und die Trasse der N618 zugeschlagen. 1954 wurde sie von Bagnères-de-Luchon aus zur spanischen Grenze auf dem Col du Portillon geführt. 1962 ergab sich die nächste Änderung. Sie wurde ab Lurbe-Saint-Christau nach Asasp zur N134 geführt und der Ic38 (später in D238 umgenummert) zugeschlagen. Ihre Gesamtlänge betrug zuerst 476,5 Kilometer, 1949 stieg die Länge auf 510,5 Kilometer und 1954 dann auf 520 Kilometer. 1962 sank sie auf 516 Kilometer.

## Routes thermales
Bei den Routes thermales handelt es sich um 1860 in den Pyrenäen auf Dekret von Napoléon III angelegte Straßen. Sie gingen 1933 bis auf ein kurzes Teilstück, das der N135 zufiel, in der N618 auf. In ihrem Verlauf überqueren sie pässe, die regelmäßig von der Tour de France überfahren werden.

### RT1
Die RT1 verlief von der N125 in Bagnères-de-Luchon über den Port de Peyresourde (heute als „Col“ bezeichnet), Arreau (Kreuzung mit der N129), den Col d'Aspin, Sainte Marie-de-Campan (RT2) nach Bagnères-de-Bigorre, wo sie auf die N135 stieß.
Der Abschnitt zwischen Sainte Marie-de-Campan und Bagnères-de-Bigorre wurde 1933 Teil der N135, der restliche Teil, sowie die anderen RT Teil der N618.

### RT2
Die RT2 verlief von der RT1 in Sainte Marie-de-Campan zur N21 nach Barèges über den Col du Tourmalet.

### RT3
Die RT3 verlief von der N21 in Argelès-Gazost nach Eaux-Bonnes zur N134bisA über den Col d'Aubisque.

### RT3bis
Die RT3bis war ein Seitenast der RT3 in Eaux-Bonnes, der im Gegensatz zu den anderen RT erst 1862 festgelegt wurde und auf der Promenade de l'Impératrice verlief.

### RT4
Die RT4 verlief von der N134bis in Arudy zur N134 in Escot.

## N 618a
Die Route nationale 618A, kurz N 618A oder RN 618A, war von 1933 bis 1973 ein Seitenast der N618, der von dieser südwestlich von Aramits abzweigte und nach Oloron-Sainte-Marie führte. Ihre Länge betrug 14,5 Kilometer.

## N 618b
Die Route nationale 618B, kurz N 618B oder RN 618B, war von 1933 bis 1973 ein Seitenast der N618, der von dieser in Arudy abzweigte und nach Herrère führte. Ihre Länge betrug 11,5 Kilometer.

## N 618c
Die Route nationale 618C, kurz N 618C oder RN 618C, war von 1933 bis 1973 ein Seitenast der N618, der von dieser in Chaum abzweigte und zur spanischen Grenze führte, wo sie ihre Fortsetzung in der N-230 fand. Sie wurde 1933 erst als N125A festgelegt und im gleichen Jahr noch umgenummert. 1973 wurde sie komplett von der N125 übernommen. Ihre Länge betrug 18 Kilometer.

## N 618d

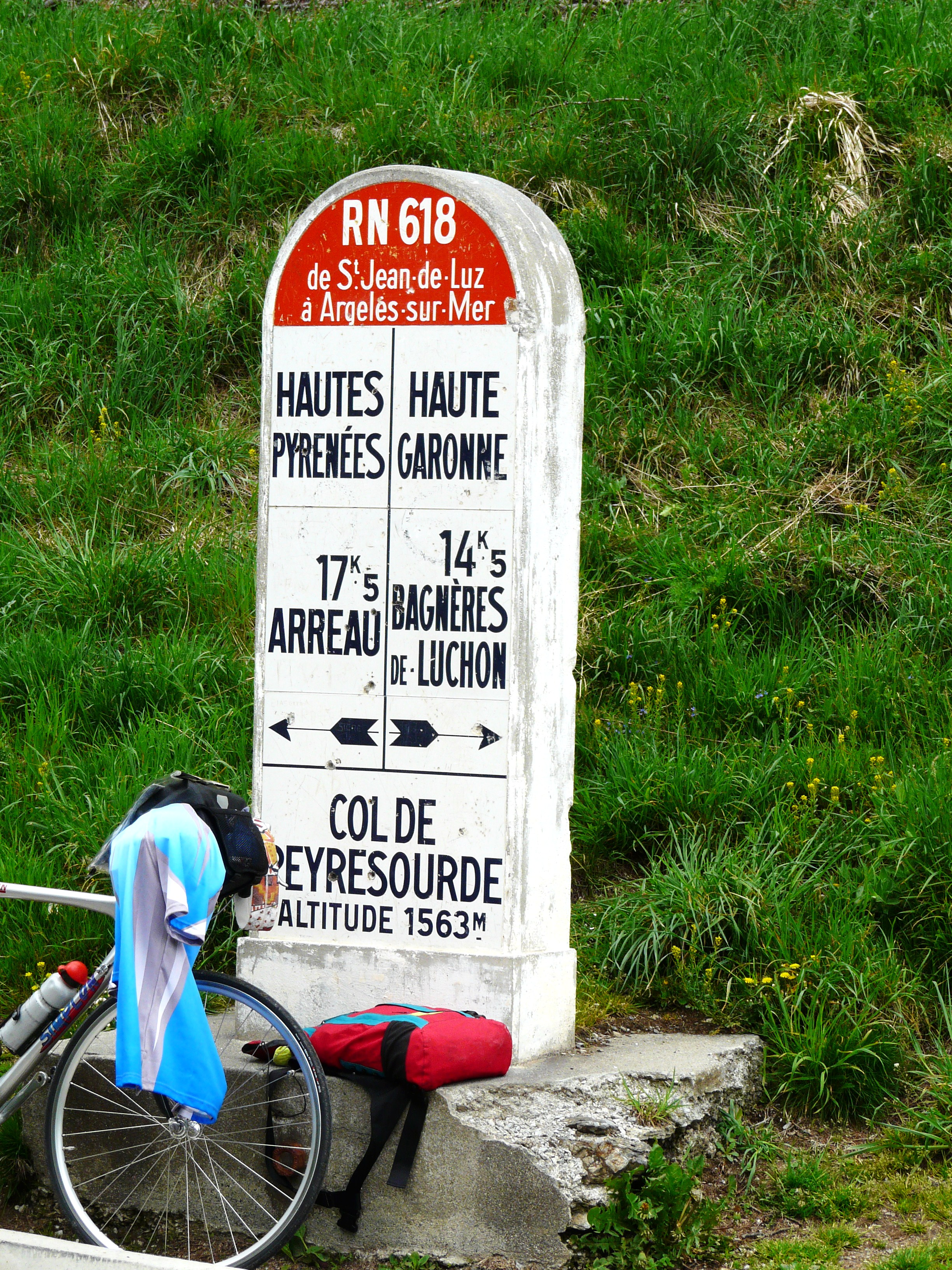

Die Route nationale 618D, kurz N 618D oder RN 618D, war ein Seitenast der N618, der in Saint-Jean-de-Luz 1965 durch eine Laufwegsänderung der N10 und N618 entstand. 1973 abgestuft wurde die Straße 1982 erneut eine Nationalstraße als Teil der N10 durch eine Laufwegsänderung von dieser innerhalb des Ortes. Seit 2006 führt sie die Nummer D810.